# Fred Schneider
Frederick William Schneider III (Newark,  1 de julho de 1951) é um cantor, compositor e músico norte-americano)  conhecido por ser o vocalista da banda The B-52's, do qual é membro fundador.

## Biografia inicial
Frederick William Schneider III nasceu em 1 de julho de 1951 em Newark , estado de Nova Jérsia, viveu em Long Branch (Nova Jérsei) e antes de ir viver para  Belleville. Ele referiu que as suas influências musicais incluíam as canções de Halloween e de canções de Natal juntamente com  "Motown". Depois de concluir os estudos secundários na Shore Regional High School, ele frequentou a  Universidade da Geórgia, onde escreveu um livro de poesia para um projeto. Depois dos estudos universitários, ele trabalhou como porteiro e motorista de uma empresa de distribuição de refeições ao domicílio chamada  Meals on Wheels. Até à fundação da banda ele tinha muita pouca experiência musical.

## Vida pessoal
Schneider é abertamente gay.

## The B-52's

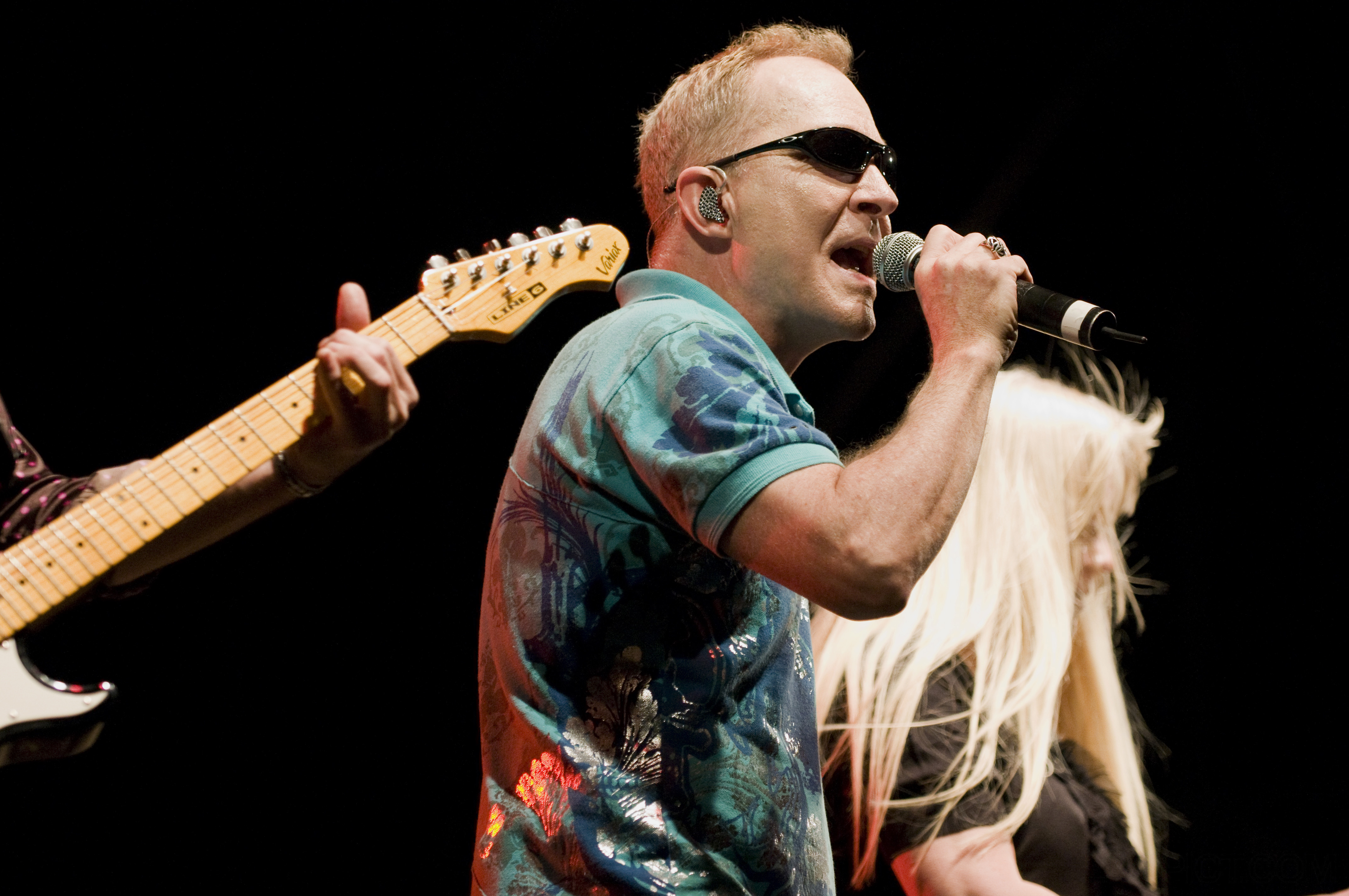
The B-52's

A banda The B-52's iniciou-se no mundo da música em 1976 quando os fundadores  Cindy Wilson, Ricky Wilson, Kate Pierson, Keith Strickland, e Fred Schneider  tocaram depois de um drinking  num restaurante chinês em  Athens. A banda fez o seu primeiro show em 1977 na festa  Dia de São Valentim para os seus amigos.
O primeiro álbum da banda foi  "Rock Lobster" que foi gravada para a DB Records em  1978 e foi um grande sucesso, e vendeu mais de 20.000 cópias no total. Em 1979, The B-52's assinaram um contrato discográfico com a  Warner Bros. Records para a a América do Sul, America do Nortem Austrália e Nova Zelândia. Eles também assinaram para a Island Records para o Reino Unido, Ásia e Europa. Após a morte de Wilson vítima de aids, a banda fez um hiato.

## Outros trabalhos
Schneider lançou dois álbum solo. Ele também trabalhou num projeto  the Superions. O grupo lançou um  EP e o álbum   Destination... Christmas! em 2010, e em 2011 gravaram o álbum "Batbaby".
- Fred Schneider and the Shake Society (1984, and 1991)
- Just Fred (1996),que foi produzido por Steve Albini.
- The Superions (2010)
- Destination... Christmas! (2010)
- Batbaby (2011)
- "Konnichiwa" (2014)

## Filmografia
- Trekkies 2 (2004)
- Each Time I Kill (2002)
- Godass (2000)
- Desert Blue (1998, apenas a voz)
- The Rugrats Movie (1998, apenas a voz)
- The Flintstones (1994)
- Hangfire (1991)
- A Matter of Degrees (1990)
- Funny (1989)
- Athens, GA: Inside/Out (1987)
- One Trick Pony (1980)